# 阿布·奧瑪爾·突厥斯塔尼
阿布·奧瑪爾·突厥斯坦尼，（—2017年1月1日）維吾爾族，是幾個基地組織附屬組織的高級指揮官，如伊斯蘭聖戰聯盟，努斯拉陣線和敘利亞突厥斯坦伊斯蘭黨。至少自2001年以來，突厥斯坦尼一直是活躍武裝分子，參加了阿富汗戰爭和敘利亞內戰。到2016年底，他被認為是“敘利亞十大'聖戰分子'之一”，也是敘利亞突厥斯坦伊斯蘭黨“四大最傑出領導人”之一。在他喪命前不久，突厥斯坦尼幫助促進了許多伊斯蘭反叛組織併入沙姆解放黨。他最終於2017年1月1日被美國無人機襲擊致死。

## 生平
阿布·奧瑪爾·突厥斯坦尼的大部分早年生活，包括他的出生名，都是未知的。他是一名維吾爾族人，最初居住在中國新疆，但在2001年美國入侵之前的某個時候移民到阿富汗並加入了基地組織。當美國領導的部隊襲擊本·拉登在托拉博拉的據點時，突厥斯坦尼是當地的守軍之一。戰鬥結束后，他逃往巴基斯坦，在那裡他被三軍情報局逮捕並監禁，直到2011年左右。
獲釋后，突厥斯坦尼返回阿富汗，加入了伊斯蘭聖戰聯盟（IJU），這是一個與基地組織有聯繫的組織，以打擊阿富汗政府和聯合國維和部隊。雖然IJU主要由烏茲別克族組成，但它也包括許多其他種族的成員。正因為如此，突厥斯坦尼在反叛組織中迅速崛起，因為他精通多種語言，其中包括英語，普什圖語和俄語。他最終成為IJU的指揮官之一，與該部隊作戰，直到2015年某個時候他離開阿富汗前往敘利亞。
在敘利亞，突厥斯坦尼成為安薩爾聖戰組織的指揮官，這是一個由來自中亞和土耳其的戰士組成的聖戰反叛組織;根據美國新聞網站長期戰爭雜誌的說法，安薩爾聖戰可能是基地組織敘利亞分支努斯拉陣線的一個子單位。突厥斯坦尼率領安薩爾聖戰組織參加了在拉塔基亞省和阿勒頗的戰鬥，最突出的是2016年10月和11月的阿勒頗攻勢。除了這些活動之外，他似乎同時成為敍利亞突厥斯坦伊斯蘭黨的主要指揮官。 雖然作為一個維吾爾族伊斯蘭極端主義分裂主義組織，TIP的主要敵人是中國，儘管該組織在敘利亞變得特別突出和強大。
2016年底，突厥斯坦參加了努斯拉陣線（當時更名為“Jabhat Fateh al-Sham”）與其他各種反叛組織之間關於合併為主要聯盟的談判。據報導，在這些會談中，他發揮了主導作用，並被視為可以擔任領導職務的人。然而，2017年1月1日，他和另外兩名基地組織資深指揮官阿布·哈塔卜·卡赫塔尼和阿布·穆塔西姆·戴里被美國無人機襲擊打死。他們的車隊在離開伊德利卜省的薩爾馬達鎮后被擊中。突厥斯坦尼隨後被聖戰組織在線媒體宣佈為烈士，征服沙姆陣線譴責這次襲擊，認為這表明美國“選擇了巴沙爾·阿薩德而不是敘利亞人民”。與此同時，安薩爾聖戰組織發佈了他們被殺的領導人的讚美傳記。另一方面，突厥斯坦尼的死在中國也受到了相當大的關注，許多網民慶祝他的死亡，甚至稱其為“極好的新年禮物”。相比之下，中國外交部發言人耿爽拒絕就空襲置評。